# Beauvoir, Oise
Beauvoir är en kommun i departementet Oise i regionen Hauts-de-France i norra Frankrike. Kommunen ligger i kantonen Breteuil som tillhör arrondissementet Clermont. År 2022 hade Beauvoir 224 invånare.

## Befolkningsutveckling
Antalet invånare i kommunen Beauvoir
| Referens: INSEE |